# Denis Macujev
Denis Leonidovič Macujev (rusky Дени́с Леони́дович Мацу́ев, * 11. červen 1975 Irkutsk) je ruský klavírista věnující se klasické hudbě.

## Hudební kariéra

### Původ a studium
Macujev je jediným dítětem dvou hudebníků, jeho matka je učitelka hry na klavír a jeho otec klavírista a skladatel. Hudební sluch prokázal už ve věku tří let, když na klavír přehrál melodii, kterou slyšel v televizi. Jeho otec ho pak začal učit hře na klavír. Do 15 let studoval Macujev hudbu v rodném Irkutsku. V roce 1990 vyhrál cenu na soutěži fondu Novyje imena, který mu udělil stipendium ve výši zhruba tisíc dolarů měsíčně na studia v Moskvě. Spolu s dalšími talentovanými mladými hudebníky zároveň na náklady fondu absolvoval turné v Evropě a Spojených státech.
V roce 1991 se s rodiči přestěhoval do Moskvy, aby mohl pokračovat v hudebních studiích. Nastoupil nejprve do hudební školy Moskevské státní konzervatoře. V roce 1994 se zúčastnil své první řádné mezinárodní klavírní soutěže v jihoafrickém Johannesburgu a získal tamější Velkou cenu (Grand Prix). Ve stejném roce se stal řádným studentem Moskevské státní konzervatoře ve třídě Alexeje Nasedkina, po třech letech pak začal studovat u Sergeje Dorenského. V roce 1998, ve věku 23 let, vyhrál Macujev 11. ročník mezinárodní soutěže Petra Iljiče Čajkovského.

### Koncertní činnost

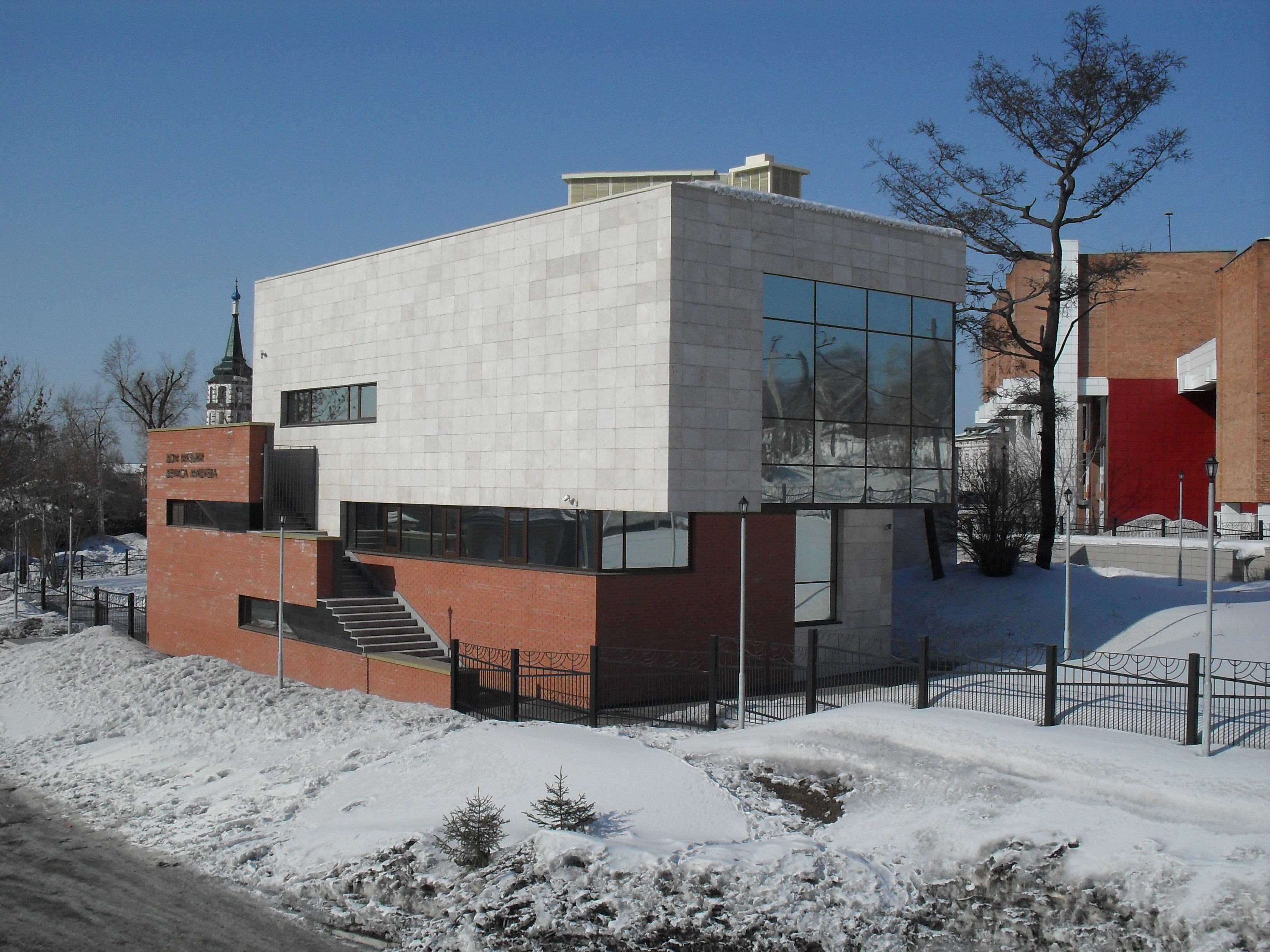
Koncertní síň v Irkutsku pojmenovaná po Denisi Macujevovi. Slouží jako centrum festivalu Hvězdy Bajkalu.

Podle článku v americkém listu The New York Times z dubna 2007 je Macujev „fenomenálně nadaný hudebník“ a vystupuje po celém světě „od Pekingu po Tokio, Salcburk nebo ve svém rodném Rusku“. V období 12 měsíců od dubna 2006 do března 2007 bylo napočteno 120 jeho koncertů. Autorka článku Alison Smale dodává: „Se svými 1,92 m výšky vyzařuje (Macujev) energii, nadšení a dobrou náladu.“
Macujev se také věnuje interpretaci jazzu, v čemž ho podle jeho vlastních slov ovlivnil hlavně Oscar Peterson. Byl prvním klavíristou, který vystoupil na moskevské konzervatoři s jazzovým recitálem.

### Angažovanost v hudebním životě

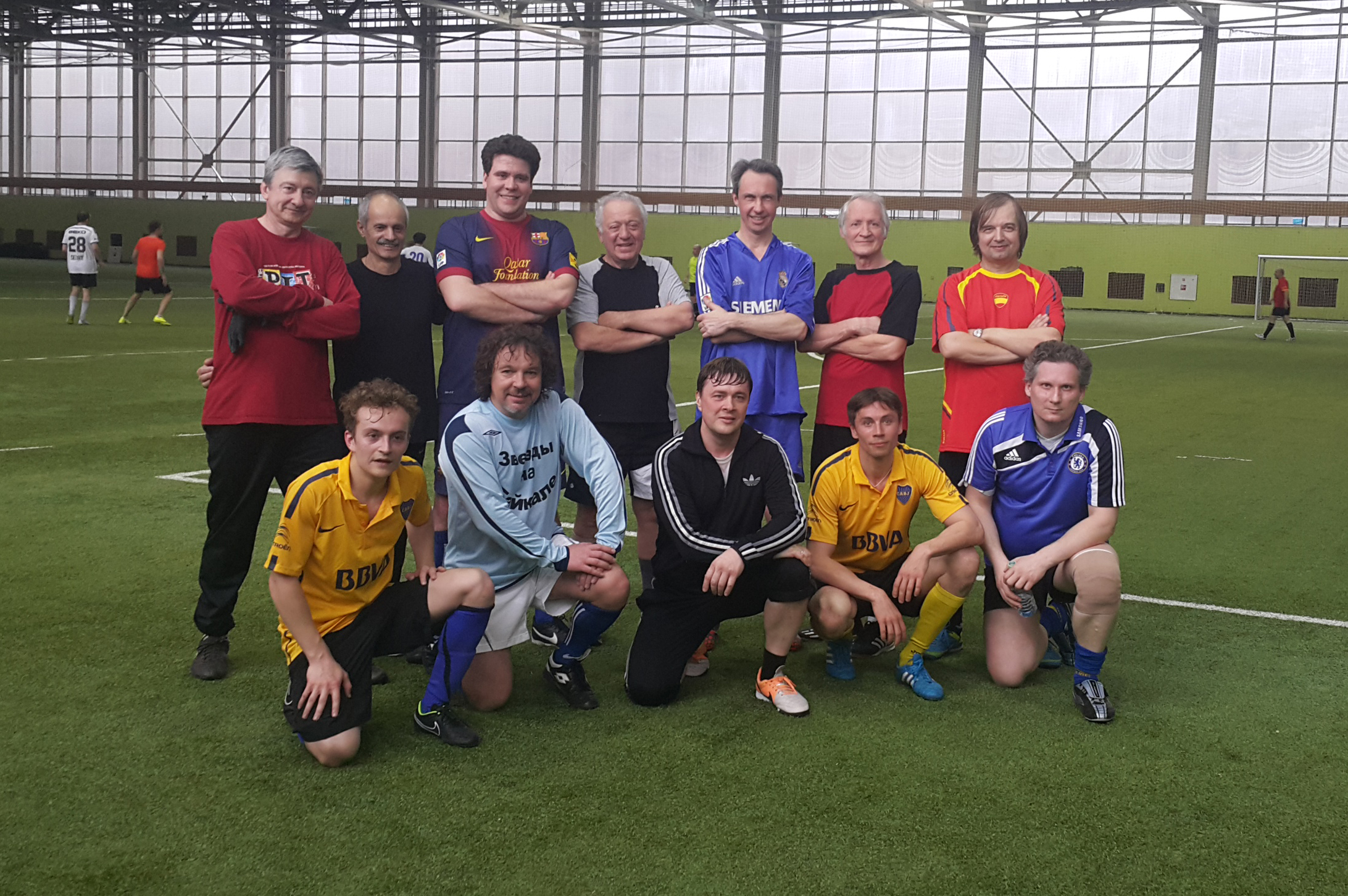
Denis Macujev jako člen fotbalového týmu ruských umělců, 2. dubna 2016

Macujev je jedním z uměleckých ředitelů mezinárodního festivalu v Annecy. Zároveň je organizátorem dvou mezinárodních festivalů v Rusku, Hvězd Bajkalu v rodném Irkutsku a každoroční přehlídky Crescendo, dále pomáhal s organizací dalších místních přehlídek v oblasti Uralu ve městech Perm, Orenburg a Čeljabinsk. Je i nynějším šéfem fondu Novyje imena a dál podporuje hudební vzdělání nadaných dětí v odlehlých oblastech Ruska.
Jako jeden z význačných interpretů klavírních děl Sergeje Rachmaninova se Macujev v říjnu 2008 na vyzvání skladatelova vnuka Alexandra Rachmaninova stal uměleckým ředitelem Nadace Sergeje Rachmaninova. Výsledkem této spolupráce byly i nahrávky méně známých Rachmaninovových děl, které Macujev hrál na skladatelově vlastním koncertním křídlu značky Steinway & Sons v Rachmaninovově domě Villa Senar ve švýcarském Lucernu. V roce 2012 se Macujev stal také uměleckým ředitelem festivalu a soutěže Astana Piano Passion v hlavním městě Kazachstánu Astaně a o rok později ředitelem mezinárodního festivalu a soutěže Sberbank debut v ukrajinském Kyjevě.

## Politická a společenská angažovanost
Macujev byl jedním z členů štafety s olympijským ohněm na Zimních olympijských hrách v Soči v roce 2014. Hrál na klavír jak na slavnostním zahájení olympiády, při kterém vystoupila také sopranistka Anna Netrebko, tak i při jejím zakončení. Macujev opakovaně veřejně podporoval kroky ruského prezidenta Vladimira Putina, včetně anexe Krymu Ruskou federací a k Ukrajině. V dubnu 2014 se stal vyslancem dobré vůle UNESCO.

## Zrušený koncert v Praze
V březnu 2022 měl Macujev vystoupit na koncertě v Praze, a to v rámci turné po Německu, Belgii a České republice. Na programu byla díla Ludwiga van Beethovena, Sergeje Rachmaninova, Petra Iljiče Čajkovského a Franze Liszta. Společnost Obecní dům po dohodě s pořádající agenturou Berin Inglesias Art však koncert bez náhrady zrušila, protože klavírní virtuos opakovaně veřejně podporoval kroky ruského prezidenta Vladimira Putina, včetně postoje k Ukrajině nebo k anexi Krymu. Macujev kvůli své podpoře prezidenta Putina nemohl vystoupit ani na třech plánovaných koncertech v New Yorku.